# Вукосав Ковачевић
Вукосав (Перише) Ковачевић (Статовац, 19. септембар 1885 — ?, ?) био је српски командир. Двоструки је носилац Карађорђеве звезде са мачевима.

## Биографија
Рођен је 19. 9. 1885. године у Статовцу, срез прокупачки од оца Перише и мајке Ружице. У ратове је кренуо 1912. године као резервни наредник 4. чете 2. батаљона Гвозденог пука. У том пуку се борио у свим ратовима до краја 1918. године и из ратова је изашао као капитен прве класе.
Два пута је одликован војничким орденом Кзм. Први пут је одликован као резервни наредник због показане храборсти у борби код села Липолист 25. 10. 1914. године када је и теже рањен приликом јуриша на непријатељске ровове. Други пут је рањен као командир вода у борбама код Београда после пробоја Солунског фронта 18. 10. 1918. године.
Другим орденом Карађорђеве звезде са мачевима одликован је после Колубарске битке за показану храброст у борби и умешност у командовању, када је као наредник преузимао команду над четом после погибије официра. Поред две Карађорђеве звезде са мачевима, одликован је са две Златне медаље Обилић за храброст, Сребрном медаљом за храброст, орденом Белог орла са мачевима петог степена, медаљом за војничке врлине, руским орденом Св. Ђорђа 4.степена и свим споменицама.
До пензионисања служио је као командир чете у граничној трупи у Македонији. Са супругом Јелом имао је кћер Раду.